# 恐怖故事
《恐怖故事》（韓語：무서운 이야기），是一部2012年上映的韓國電影。此部恐怖片集結眾多演員演出各個單元，故事講述被綁架的女高中生為免殺人魔殺掉自己而說出了四個恐怖故事，一個一個的串成一部電影。
由指導過《奇談》鄭凡植、《卸屍宴》林代雄、《白色詛咒》金督及金暄兄弟檔、《女高怪談2》及《我妻子的一切》閔奎東等恐怖片導演，加上洪智英共同合作。
於2013年推出續集《恐怖故事2》，由盛駿、李秀赫、白珍熙、金瑟琪、金智媛等人主演。

## 故事及演員

### 序章
一位名叫智媛的高中生醒來時發現自己雙手雙腳反綁，嘴巴被膠帶封住，位於一個詭異的地點。智媛環顧四周時突然與兇手對視，並尋求憐憫時，兇手卻越拉緊綑綁她雙腳的繩子，讓她尖叫。這時，智媛的母親打來了電話，但兇手直接拒接，並用一盆冷水潑向智媛讓她冷靜下來。這時智媛才發現殺手有言語障礙，而殺手表示只有在聽恐怖故事或嚐到血的時候才能入睡。鬆綁後為了不被殺害，智媛像山鲁佐德一樣開始講她所知道的四個最恐怖的故事。
- 導演：閔奎東
- 柳演錫 飾演 殺人魔
- 金智媛 飾演 女高中生金智媛[1]

### 第一部：日與月
- 導演：鄭凡植
- 金賢秀 飾演 善兒
- 盧江敏 飾演 文兒
- 李東奎 飾演 弟弟
- 盧賢姬 飾演 院長
- 李彩京 飾演 鬼／姊姊
- 嚴泰九 飾演 快遞／殺手
- 李奎鎬 飾演 殺手
- 鄭友植 飾演 殺手
- 朱郁朗 飾演 股東
- 金太祐（特別演出）
- 羅美蘭 飾演 代表（特別演出）
- 朴洙榮 飾演 理事（特別演出）
- 金寶慶 飾演 善兒的母親（特別演出）

### 第二部：恐怖飛行記
- 導演：林代雄
- 陳泰賢 飾演 朴斗鎬
- 崔允英 飾演 曉庭
- 金基天 飾演 機長
- 車貞媛 飾演 敏珠
- 閔成旭 飾演 副機長
- 鄭美南 飾演 姜刑警
- 陳龍旭 飾演 吳刑警
- 崔潘兒 飾演 郁珍
- 吳明碩 飾演 廣播員

### 第三部：大豆，紅豆
- 導演：洪智英
- 鄭恩彩 飾演 孔芝
- 南寶拉 飾演 朴芝
- 裴秀彬 飾演 閔會長
- 羅映姬 飾演 張女士
- 林性珉 飾演 女僕
- 金成標 飾演 整型醫師

### 第四部：救護車
- 導演：金督、金暄
- 金志映 飾演 母親
- 金叡園 飾演 護士
- 趙翰哲 飾演 醫師
- 李允貞 飾演 秀珍
- 朴在雄 飾演 司機

## 獎項
- 2012年青龍電影獎入圍最佳新人男演員：柳演錫

## 外部連結
- 官網 （页面存档备份，存于）